# Вільям Джонс
Вільям Джонс (англ. William Jones; 6 грудня 1924 — 7 серпня 2014, Інвернес, округ Цитрус, штат Флорида, США) — уругвайський академічний веслувальник. Бронзовий призер літніх Олімпійських ігор (1948).
На літніх Олімпійських іграх 1948 року в Лондоні (Велика Британія) посів третє місце серед парних двійок у парі з Хуаном Родрігесом (з результатом 7:12.4).